# Beauvoir-de-Marc
Beauvoir-de-Marc ist eine französische Gemeinde mit 1.103 Einwohnern (Stand: 1. Januar 2022) im Département Isère in der Region Auvergne-Rhône-Alpes. Sie gehört zum Arrondissement Vienne und zum Kanton Bièvre. Die Einwohner werden Beauvoirsards genannt.

## Geographie
Die Gemeinde Beauvoir-de-Marc liegt 16 Kilometer östlich von Vienne. Die Eisenbahn-Hochgeschwindigkeitsstrecke LGV Rhône-Alpes durchquert das Gemeindegebiet. Umgeben wird Beauvoir-de-Marc von den Nachbargemeinden Saint-Georges-d’Espéranche im Norden, Charantonnay im Nordosten, Royas im Osten und Südosten sowie Savas-Mépin im Süden und Westen.

## Bevölkerungsentwicklung
| Jahr                       | 1962 | 1968 | 1975 | 1982 | 1990 | 1999 | 2006 | 2013 | 2021 |
| -------------------------- | ---- | ---- | ---- | ---- | ---- | ---- | ---- | ---- | ---- |
| Einwohner                  | 470  | 448  | 469  | 706  | 803  | 954  | 1007 | 1088 | 1112 |
| Quellen: Cassini und INSEE |      |      |      |      |      |      |      |      |      |

## Sehenswürdigkeiten
- Kirche Notre-Dame-de-l'Assomption aus dem 11. Jahrhundert